# La Coma i la Pedra
La Coma i la Pedra là một đô thị trong tỉnh Lleida, cộng đồng tự trị Cataluña Tây Ban Nha. Đô thị La Coma i la Pedra có diện tích là 60,6 ki-lô-mét vuông, dân số năm 2009 là 271 người với mật độ 4,47 người/km². Đô thị La Coma i la Pedra có cự ly km so với tỉnh lỵ Lleida.